# Repubblica del Congo ai Giochi della XXVIII Olimpiade
La Repubblica del Congo partecipò ai Giochi della XXVIII Olimpiade, svoltisi ad Atene, Grecia, dal 13 al 29 agosto 2004, con una delegazione di 6 atleti impegnati in quattro discipline.

## Risultati

### Atletica leggera
| Q | Qualificato al turno successivo per la Classifica in qualificazione                                                          |
| q | Qualificato per il turno successivo per ripescaggio o, negli eventi su campo, conquistando la misura minima per qualificarsi |

Maschile
Eventi su pista e strada
| Atleta           | Evento      | Batteria  | Batteria   | Semifinale      | Semifinale      | Finale          | Finale          |
| Atleta           | Evento      | Risultato | Classifica | Risultato       | Classifica      | Risultato       | Classifica      |
| ---------------- | ----------- | --------- | ---------- | --------------- | --------------- | --------------- | --------------- |
| Lezin Ngoyikonda | 400 m piani | dns       | -          | non qualificato | non qualificato | non qualificato | non qualificato |

Femminile
Eventi su pista e strada
| Atleta                    | Evento      | Batteria  | Batteria   | Quarti di finale | Quarti di finale | Semifinale      | Semifinale      | Finale          | Finale          |
| Atleta                    | Evento      | Risultato | Classifica | Risultato        | Classifica       | Risultato       | Classifica      | Risultato       | Classifica      |
| ------------------------- | ----------- | --------- | ---------- | ---------------- | ---------------- | --------------- | --------------- | --------------- | --------------- |
| Michelle Banga Moundzoula | 200 m piani | 24"37     | 6ª         | non qualificata  | non qualificata  | non qualificata | non qualificata | non qualificata | non qualificata |

### Judo
Maschile
| Atleta           | Evento | Preliminari          | Ottavi                    | Quarti               | Semifinali           | Ripescaggio              | Finale / FB          | Pos.            |
| Atleta           | Evento | Avversaria Punteggio | Avversaria Punteggio      | Avversaria Punteggio | Avversaria Punteggio | Avversaria Punteggio     | Avversaria Punteggio | Pos.            |
| ---------------- | ------ | -------------------- | ------------------------- | -------------------- | -------------------- | ------------------------ | -------------------- | --------------- |
| Tatiana Bvegadzi | +78 kg | N.D.                 | Beltrán (CUB) P 0000–1000 | non qualificata      | non qualificata      | Bryant (GBR) P 0000–1003 | non qualificata      | non qualificata |

### Nuoto
Maschile
| Atleta      | Evento            | Batteria  | Batteria   | Semifinale      | Semifinale      | Finale          | Finale          |
| Atleta      | Evento            | Risultato | Classifica | Risultato       | Classifica      | Risultato       | Classifica      |
| ----------- | ----------------- | --------- | ---------- | --------------- | --------------- | --------------- | --------------- |
| Rony Bakale | 50 m stile libero | 25"07     | 61º        | non qualificato | non qualificato | non qualificato | non qualificato |

Femminile
| Atleta        | Evento            | Batteria  | Batteria   | Semifinale      | Semifinale      | Finale          | Finale          |
| Atleta        | Evento            | Risultato | Classifica | Risultato       | Classifica      | Risultato       | Classifica      |
| ------------- | ----------------- | --------- | ---------- | --------------- | --------------- | --------------- | --------------- |
| Monika Bakale | 50 m stile libero | 31"61     | 68ª        | non qualificata | non qualificata | non qualificata | non qualificata |

### Scherma
Maschile
| Atleta             | Evento               | Trentaduesimi        | Sedicesimi           | Ottavi di finale     | Quarti di finale     | Semifinali           | Finale               | Pos.            |
| Atleta             | Evento               | Avversario Risultato | Avversario Risultato | Avversario Risultato | Avversario Risultato | Avversario Risultato | Avversario Risultato | Pos.            |
| ------------------ | -------------------- | -------------------- | -------------------- | -------------------- | -------------------- | -------------------- | -------------------- | --------------- |
| Sorel-Arthur Kembe | Sciabola individuale | Maya (CUB) P (13-15) | non qualificato      | non qualificato      | non qualificato      | non qualificato      | non qualificato      | non qualificato |